# Ilūkstes Novada Sporta Skolas Futbola Klubs
L'Ilūkstes Novada Sporta Skolas, più comunemente noto come Ilūkstes NSS oppure Ilūkste, è una società calcistica lettone di Ilūkste. Milita in 1. Līga, la seconda divisione del campionato lettone di calcio.

## Storia
Fondata nel 1988 come Zemgale Ilūkste, militò subito nella massima divisione lettone (la A Klase, allora a livello regionale) ottenendo la salvezza; dopo un solo anno di attività fu rinominato Varpa Ilūkste, e poi Varpa-Dilar Ilūkste nel 1991, quando arrivò fino alla settima posizione finale, guadagnandosi un posto nella rinata Virslīga.
Esordì nel campionato nazionale di Lettonia con un nuovo cambio di denominazione in Dilar Ilūkste. Finì ultimo, con appena due punti, e retrocesse; l'anno seguente non si iscrisse in 1. Līga.
Nel 1997 rinacque come Futbola Klubs Ilūkstes e prese parte alla 1. Līga, classificandosi al 9º posto. L'anno successivo cambiò nome in Ceļinieks Ilūkstes, terminando al 4º posto; nel 1999 finì invece 7° retrocedendo in 2. Līga, ma partecipò ad essa solo dal 2003.
Riemerse dalla terza serie nel 2006, quando perse la finale contro l'Olimps Riga, venne comunque promosso. In 1. Līga assunse la denominazione attuale di Ilūkste/NSS (Novada Sporta Skolas), ma la squadra non riuscì a terminare il campionato: dopo diciotto giornate, si ritirò dalla 1. Līga il 13 agosto 2007.
Dopo un anno di transizione, nel 2009 ripartì dalla 2. Līga, giungendo fino alla finale valida per la promozione, che perse contro il RFS/Flaminko. Terzo classificato nel 2010, la promozione in 1. Līga arrivò al termine della stagione 2011.
Nel 2012 disputò un campionato sopra le aspettative, tanto da classificarsi al secondo posto dietro il Metalurgs Liepāja-2; essendo questa una formazione riserve l'Ilūkste fu direttamente promosso in Virslīga. La stagione del ritorno in massima serie, però, ha lo stesso esito di quella disputata venti anni prima: la squadra arrivò ultima e retrocesse.
Non iscritta in 1. Līga, l'Ilūkste ripartì nuovamente dalla 2. Līga nel 2015. Dal 2018 prende il nome di Sēlija SS/Ilūkste NSS, fondendosi con la squadra della vicina città di Viesīte.
Al termine della stagione 2019 è tra le squadre relegate nella nuova 3. Līga, a seguito della riforma che ha portato la 2. Līga a girone unico. L'anno successivo il club cambia denominazione riducendosi in Sēlijas Sporta Skola e si trasferisce definitivamente a Viesīte, sancendo il dissolvimento dell'ex Ilūkste, che a sua volta viene rifondato nel 2021 e iscritto al campionato di 3. Līga, ma dopo un solo anno anch'esso cambia denominazione diventando NSS Augšdaugavas.

## Palmarès

### Competizioni nazionali
- 2. Līga: 4

2006, 2009, 2010, 2011

### Altri piazzamenti
- 1. Līga:

Secondo posto: 2012
- 2. Līga:

Secondo posto: 2003, 2005
Terzo posto: 2004, 2016

## Statistiche e record

### Partecipazioni ai campionati
| Livello | Categoria | Partecipazioni | Debutto | Ultima stagione | Totale |
| ------- | --------- | -------------- | ------- | --------------- | ------ |
| 1º      | Virslīga  | 2              | 1992    | 2013            | 2      |
| 2º      | 1. Līga   | 5              | 1997    | 2012            | 5      |
| 3º      | 2. Līga   | 12             | 2003    | 2019            | 12     |
| 4º      | 3. Līga   | 1              | 2021    | 2021            | 1      |